# Lijst van administratieve eenheden in Huế
Deze lijst bevat een overzicht van administratieve eenheden in Huế (Vietnam).
Huế ligt in het midden van Vietnam. In het oosten ligt de Golf van Tonkin en in het westen grenst het aan Laos. De oppervlakte van de provincie bedraagt 5065,3 km² en Thừa Thiên-Huế telt ruim 1.150.900 inwoners. Huế is onderverdeeld in een stad, een thị xã en zeven huyện.

## Stad

### Thành phốHuế
- Phường An Cựu
- Phường An Hòa
- Phường An Đông
- Phường An Tây
- Phường Hương Long
- Phường Hương Sơ
- Phường Kim Long
- Phường Phú Bình
- Phường Phú Cát
- Phường Phú Hậu
- Phường Phú Hiệp
- Phường Phú Hòa
- Phường Phú Hội
- Phường Phú Nhuận
- Phường Phú Thuận (Huế, Thừa Thiên-Huế)
- Phường Phước Vĩnh
- Phường Phường Đúc
- Phường Tây Lộc
- Phường Thuận Hòa
- Phường Thuận Lộc
- Phường Thuận Thành
- Phường Thủy Biều
- Phường Thủy Xuân
- Phường Trường An
- Phường Vĩnh Ninh
- Phường Vỹ Dạ
- Phường Xuân Phú

## Thị xã

### Thị xã Hương Thủy
- Phường Phú Bài
- Phường Thủy Châu
- Phường Thủy Lương
- Phường Thủy Phương
- PhườngThủy Dương
- Xã Dương Hòa
- Xã Phú Sơn
- Xã Thủy Bằng
- Xã Thủy Phù
- Xã Thủy Tân
- Xã Thuỷ Thanh
- Xã Thuỷ Vân

## Huyện

### Huyện A Lưới
- Thị trấn A Lưới
- Xã A Đớt
- Xã A Ngo
- Xã A Roằng
- Xã Bắc Sơn
- Xã Đông Sơn
- Xã Hồng Bắc
- Xã Hồng Hạ
- Xã Hồng Kim
- Xã Hồng Quảng
- Xã Hồng Thái
- Xã Hồng Thượng
- Xã Hồng Trung
- Xã Hồng Vân
- Xã Hương Lâm
- Xã Hương Nguyên
- Xã Hương Phong
- Xã Nhâm
- Xã Phú Vinh
- Xã Sơn Thủy

### Huyện Hương Trà
- Thị trấn Tứ Hạ
- Xã Bình Điền
- Xã Bình Thành
- Xã Hải Dương
- Xã Hồng Tiến
- Xã Hương An
- Xã Hương Bình
- Xã Hương Chữ
- Xã Hương Hồ
- Xã Hương Phong
- Xã Hương Thọ
- Xã Hương Toàn
- Xã Hương Vân
- Xã Hương Văn
- Xã Hương Vinh
- Xã Hương Xuân

### Huyện Nam Dông
- Thị trấn Khe Tre
- Xã Hương Giang
- Xã Hương Hòa
- Xã Hương Hữu
- Xã Hương Lộc
- Xã Hương Phú
- Xã Hương Sơn
- Xã Thượng Lộ
- Xã Thượng Long
- Xã Thượng Nhật
- Xã Thượng Quảng

### Huyện Phong Điền
- Thị trấn Phong Điền
- Xã Điền Hải
- Xã Điền Hòa
- Xã Điền Hương
- Xã Điền Lộc
- Xã Điền Môn
- Xã Phong An
- Xã Phong Bình
- Xã Phong Chương
- Xã Phong Hải
- Xã Phong Hiền
- Xã Phong Hòa
- Xã Phong Mỹ
- Xã Phong Sơn
- Xã Phong Thu
- Xã Phong Xuân

### Huyện Phú Lộc
- Thị trấn Lăng Cô
- Thị trấn Phú lộc
- Xã Lộc An
- Xã Lộc Bình
- Xã Lộc Bổn
- Xã Lộc Điền
- Xã Lộc Hòa
- Xã Lộc Sơn
- Xã Lộc Thủy
- Xã Lộc Tiến
- Xã Lộc Trì
- Xã Lộc Vĩnh
- Xã Vinh Giang
- Xã Vinh Hải
- Xã Vinh Hiền
- Xã Vinh Hưng
- Xã Vinh Mỹ
- Xã Xuân Lộc

### Huyện Phú Vang
- Thị trấn Thuận An
- Xã Phú An
- Xã Phú Đa
- Xã Phú Diên
- Xã Phú Dương
- Xã Phú Hải
- Xã Phú Hồ
- Xã Phú Lương
- Xã Phú Mậu
- Xã Phú Mỹ
- Xã Phú Thanh
- Xã Phú Thuận (Phú Vang, Thừa Thiên-Huế)
- Xã Phú Thượng
- Xã Phú Xuân
- Xã Vinh An
- Xã Vinh Hà
- Xã Vinh Phú
- Xã Vinh Thái
- Xã Vinh Thanh
- Xã Vinh Xuân

### Huyện Quảng Điền
- Thị trấn Sịa
- Xã Quảng An
- Xã Quảng Công
- Xã Quảng Lợi
- Xã Quảng Ngạn
- Xã Quảng Phú
- Xã Quảng Thái
- Xã Quảng Thành
- Xã Quảng Thọ
- Xã Quảng Vinh
- Xã Quảng phước